# Rafał Bernacki (hokeista)
Rafał Bernacki (ur. 5 maja 1981 w Gdańsku) – polski hokeista grający na pozycji napastnika, trener.

## Kariera zawodnicza
Rafał Bernacki karierę rozpoczął w 1998 roku w rezerwach Stoczniowca Gdańsk. Następnie został uczniem Szkoły Mistrzostwa Sportowego w Sosnowcu, gdzie grał w tamtejszej drugiej drużynie hokejowej, a w 2000 roku został jego absolwentem. Potem wrócił do Gdańska reprezentować barwy pierwszej drużyny Stoczniowca Gdańsk, w barwach którego zadebiutował w Polskiej Lidze Hokejowej.
Potem w latach 2002–2004 reprezentował barwy klubu I ligi – Orlika Opole, z którym w sezonie 2002/2003 wywalczył historyczny awans do najwyższej klasy rozgrywkowej, w którym sezonie 2003/2004 zakończył rozgrywki ligowe na 5. miejscu, jednak z powodu kłopotów finansowych klub został rozwiązany, w związku z czym w sezonie 2004/2005 reprezentował barwy klubu I ligi – Zagłębia Sosnowiec.
Następnie w latach 2005–2009 był zawodnikiem GKS-u Jastrzębie-Zdrój, w którym stanowił o sile zespołu, który w sezonie 2007/2008 wywalczył awans do Polskiej Ligi Hokejowej, a w sezonie 2008/2009, 5 października 2008 roku w przegranym 1:2 domowym meczu ligowym z GKS-em Tychy zdobył 100. bramkę w historii występów jastrzębskiego klubu w najwyższej klasie rozgrywkowej.
11 maja 2009 roku został zawodnikiem Naprzodu Janów, by 4 maja 2010 roku wrócić do GKS-u Jastrzębie-Zdrój, w którym grał do końca sezonu 2010/2011. Następnie wrócił do występującego wówczas w I lidze Orlika Opole, w którym po sezonie 2012/2013 w wieku 32 lat zakończył sportową karierę.

## Kariera reprezentacyjna
Rafał Bernacki wystąpił z reprezentacją Polski U-18 na mistrzostwach świata U-18 Grupy B 1999 we Francji, na których Biało-Czerwoni zajęli 3. miejsce oraz z reprezentacją Polski U-20 na mistrzostwach świata juniorów Dywizji I 2001, na Biało-Czerwoni zakończyli rozgrywki na 6. miejscu.

## Kariera trenerska
Rafał Bernacki po zakończeniu kariery sportowej rozpoczął karierę trenerską. Od 2013 roku pracuje w sztabie szkoleniowym GKS-u Jastrzębie-Zdrój jako asystent trenerów: w latach 2013–2014 Mojmíra Trličíka, a od 14 maja 2014 roku Róberta Kalábera. 25 kwietnia 2025 został ogłoszonym głównym trenerem JKH.

## Sukcesy
Zawodnicze
- Awans do Polskiej Ligi Hokejowej: 2003 z Orlikiem Opole
- 5. miejsce w Polskiej Lidze Hokejowej: 2004 z Orlikiem Opole
- Awans do Polskiej Ligi Hokejowej: 2008 z GKS Jastrzębie-Zdrój